# Nazzareno Sidoli
Nazzareno Sidoli (19 luglio 1879 – 21 gennaio 1969) è stato un pittore italiano attivo nella prima metà del Novecento.
Durante le sue permanenze a Parigi usò talora il cognome Sidoly e anche, per le opere che non lo soddisfacevano, lo pseudonimo Bedoni.

## La vita e le opere

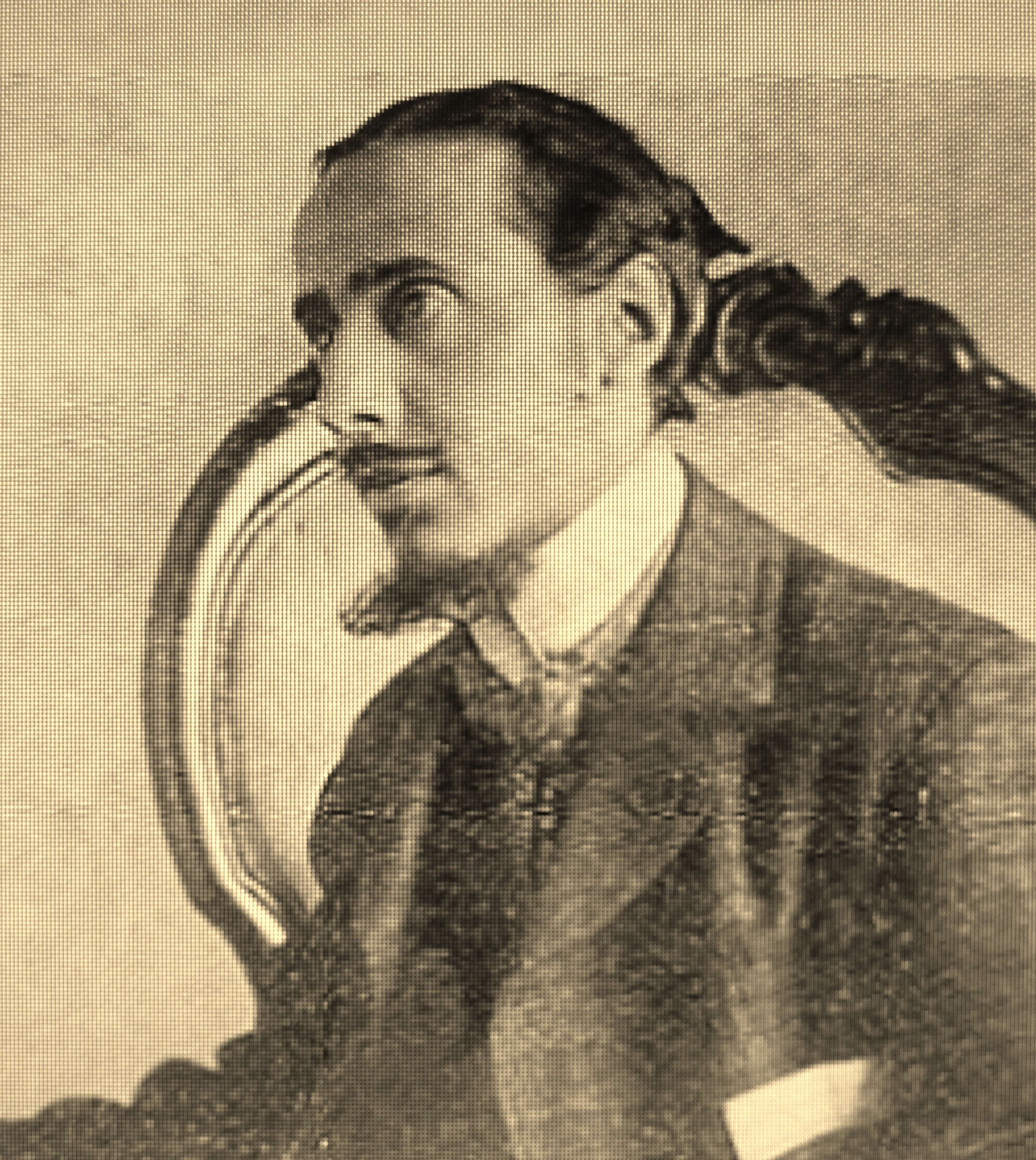

Nazzareno Sidoli nacque a Rossoreggio, nella torre medievale che fu dei Nicelli, nei pressi di Bettola, un paese dell'Appennino in provincia di Piacenza, il 19 luglio 1879, da Luigi ed Elisabetta Repetti, secondogenito di tre fratelli. Dopo aver frequentato le scuole primarie al Collegio San Vincenzo di Piacenza, avendo manifestato una spiccata predilezione per il disegno nel 1894 si iscrisse all'Istituto d'Arte Gazzola dove ebbe come insegnanti dapprima l'anziano Bernardino Pollinari e poi Stefano Bruzzi. Successivamente frequentò le Accademie di Milano e di Parma, e qui nel 1900 un suo dipinto è ammesso alla Triennale; poi l'anno successivo comincia ad esporre a Piacenza, con buon successo.
È del 1905 un suo ritratto a pastello di Buffalo Bill quando questi fu a Piacenza con il suo Circo e del 1908 un ritratto a olio di Giosuè Carducci. Sempre in quest'anno il nobile Giuseppe Ricci Oddi  gli acquista due dipinti, Moschettiere in piedi e Moschettiere ferito, per la sua pinacoteca che successivamente donerà al Comune della città.
Ben presto si interessò anche ad altre forme d'arte, così sempre nel 1908 è sua la medaglia che fusa in oro fu donata al Re Vittorio Emanuele III in occasione della inaugurazione del ponte stradale sul Po. In essa, di puro gusto Liberty, due giovani donne che rappresentano la sponda lombarda e quella emiliana si abbracciano avvolte da un velo che ricorda le onde del fiume; sul verso sono gli stemmi di Casa Savoia e di Piacenza. È questo un esempio della sua esperienza nel gusto del Liberty e dell'Art Nouveau che avrà specialmente rappresentazione durante i suoi due lunghi soggiorni a Parigi, prima e dopo la Prima Guerra Mondiale, ospite del fratello maggiore Pacifico, che già vi si trovava ed aveva ottenuto un buon successo di critica e di mercato. Sono opere piene di "verve", di mediterranea "joie de vivre", che si manifesta specie quando realizza molte copertine della rivista Nos loisir e di altre pubblicazioni. Qui a Parigi espose anche alcune sue opere ai Salons e poté approfondire la tecnica miniaturista del Seicento olandese e delle realizzazioni di Ernest Meissonier, che spesso richiamerà nei suoi dipinti.

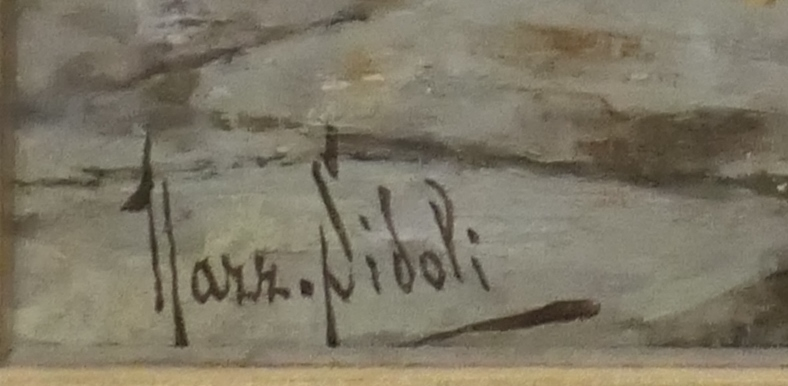

Questo gusto per la vita che traspare dalle sue opere francesi si attenua e si spegne ritornando nel 1920 definitivamente a Piacenza dove ha una fugace incursione nel Simbolismo con alcuni quadretti, tra cui La creazione dell'universo e La creazione dell'uomo, caratterizzati da una grande libertà compositiva e cromatica.  Ottiene numerose commissioni religiose: per la chiesa di San Polo, per il Collegio Alberoni, per affrescare (assieme al fratello Giuseppe) l'appena ultimata (1936) chiesa del Corpus Domini.
Una maggiore ispirazione la mostra nelle rappresentazioni laiche. Molte sue opere sono a Piacenza: il grande affresco Trionfo della giovinezza del salone del palazzo Giacometti (luogo dove egli stesso aveva abitato prima di trasferirsi nel 1931 nei locali della Galleria Ricci Oddi da poco inaugurata, di cui il fratello Giuseppe era stato nominato direttore), Le quattro stagioni in casa Arata, un Volo d'angeli in casa Pizzigoni, Primavera in casa Chiapponi. Suoi ritratti sono anche nel palazzo dei conti Messina a La Valletta a Malta, presso i conti Guarini di Napoli, i conti Colleoni di Bergamo, l'Accademia Navale di Livorno. Ritrasse il conte Varolan a Parigi, il conte Sforza, il duca Gallarati Scotti.  
È apprezzato anche nei ritratti e nei dipinti di genere, che la borghesia gli commissiona numerosi, e dove affiora la cura pittorica per il particolare, quasi da miniaturista, che ricorda il Meissonier che aveva ammirato a Parigi. Il nobile Ricci Oddi gli acquista nel 1926 per la sua Galleria il Moschettiere seduto e contemporaneamente l'artista gli fa dono di una Testa di vecchio pescatore, che entra anch'essa a far parte della Galleria.
Nel 1933, su invito, tiene una mostra personale a Bologna nel salone del Municipio e in quell'occasione  il quadro Moschettiere in posa viene acquistato dalla Galleria d'Arte Moderna di quella città. Altri suoi dipinti sono presso i Musei di Strasburgo e di Biarriz. Un suo Contadino sotto un portico è stato donato nel 1952 dal Comune di Piacenza alla Confederazione ex prigionieri di guerra per la sede di Parigi.
Degno di nota è il ritratto postumo (uno dei pochi) del nobile Giuseppe Ricci Oddi, a figura intera, del 1947. Ritratti, pale d'altare, scene di genere paesano con un contadino che mangia un'anguria o che suona la fisarmonica intanto che un'oca birichina gli tira col becco il lembo di un calzone, paesaggi con scorci piacentini (S. Agostino, palazzo Scotti, il Po, Porta Borghetto) o vedute delle vallate della provincia (Morfasso, Roccapulzana, il monte Menegosa, S. Andrea Bagni) sono alcuni dei soggetti delle sue opere. Realizzò anche acqueforti e litografie, ma abbandonò presto questa tecnica perché era intollerante agli odori degli acidi.
Fu un uomo colto nel senso più vasto del termine e avendo fatto prima del Gazzola studi classici leggeva il greco e il latino. Suonava per diletto pianoforte e chitarra e in gioventù con lo pseudonimo di Giosuè Cardocci o L'asino di Arenzo (anagramma del suo nome) aveva pubblicato scritti e poesie. Non prese mai moglie e si spense il 21 gennaio 1969, per le conseguenze di una caduta accidentale, nella sua casa di Piacenza in corso Vittorio Emanuele 165, assistito dal fratello Giuseppe e dai nipoti.